# Río Matacuní
Le río Matacuní est un cours d'eau de l'Amazonie vénézuélienne. Situé dans la municipalité d'Alto Orinoco à l'est de l'État d'Amazonas, il est un sous-affluent de l'Orénoque et se jette en rive gauche du río Padamo à proximité de la localité de Casiragüey-teri. 